# Больково
Больково (бел. Болькава) — деревня в Мядельском районе Минской области Беларуси. Входит в состав Свирского сельсовета. Население 72 человека (2009).

## География
Больково находится в 3 км к северо-востоку от посёлка Свирь и в 5 км к востоку от границы с Гродненской областью. Через деревню проходит автодорога Лынтупы — Занарочь, прочие дороги ведут в Свирь и окрестные деревни. Местность принадлежит к бассейну Немана, через Больково протекает ручей, впадающий в озеро Свирь. Северная оконечность озера Свирь находится в километре к юго-западу от Больково.

## История
В XIX веке Больково было деревней Свенцянского уезда Виленской губернии, принадлежало помещикам Бычевским, которые возвели частично сохранившуюся дворянскую усадьбу. В 1904 году деревня насчитывала 41 жителя. Бычевские построили в Больково спиртозавод, который функционировал и в советское время, а после был переделан в завод кормовых дрожжей.
В результате Рижского мирного договора 1921 года Больково вошло в состав межвоенной Польши, где были в составе Виленского воеводства. С 1939 года в БССР.

## Достопримечательности
- Усадьба Бычевских. Усадебный дом не сохранился, среди сохранившихся усадебных построек — дом управляющего, спиртозавод, конюшня и несколько хозпостроек.